# Myrioblephara flexilinea
Myrioblephara flexilinea là một loài bướm đêm trong họ Geometridae.